# Menesia nigra
Menesia nigra là một loài bọ cánh cứng trong họ Cerambycidae.